# Ондерни
Ондерни (фр. Anderny) насеље је и општина у североисточној Француској у региону Лорена, у департману Мерт и Мозел која припада префектури Брије.
По подацима из 2011. године у општини је живело 275 становника, а густина насељености је износила 28,59 становника/km². Општина се простире на површини од 9,62 km². Налази се на средњој надморској висини од 294 метара (максималној 356 m, а минималној 259 m).

## Демографија
| 1962. | 1968. | 1975. | 1982. | 1990. | 1999. | 2011. |
| ----- | ----- | ----- | ----- | ----- | ----- | ----- |
| 446   | 326   | 288   | 241   | 199   | 222   | 275   |

График промене броја становника у току последњих година